# Mogi
Mogi (jap. 裳着) – jedna z dawnych, japońskich ceremonii inicjacyjnych przechodzenia dziewcząt arystokracji w dorosłość, praktykowana od okresu Heian do Azuchi-Momoyama (w rodzinie cesarskiej do okresu Meiji). 

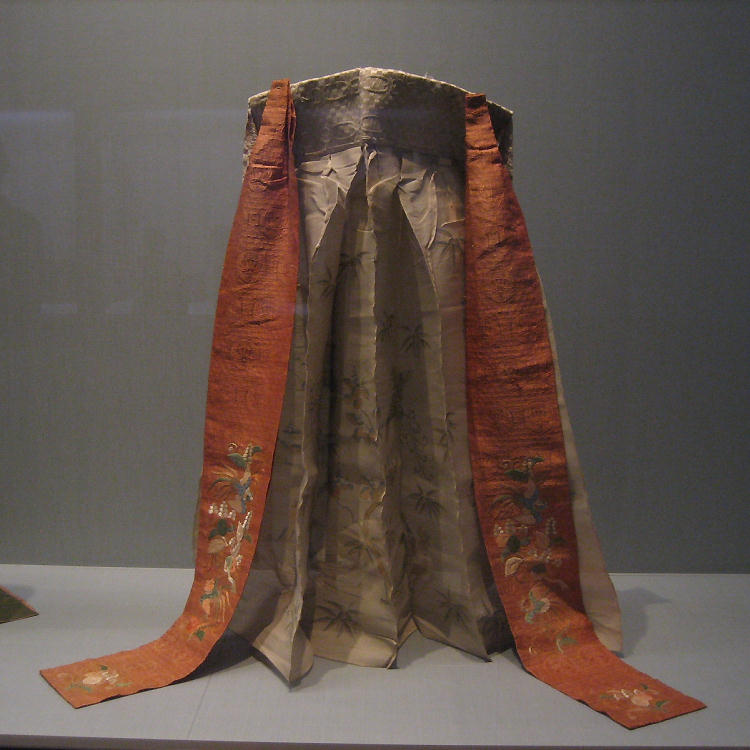
Mo z okresu Edo, w zbiorach Muzeum Narodowego w Tokio

Podczas ceremonii dziewczęta po raz pierwszy w życiu były ubierane w rodzaj spódnicy o nazwie mo (裳). Wiek, w którym dziewczęta uczestniczyły w ceremonii nie był ustalony. Zazwyczaj odbywało się to pomiędzy 12 a 16 rokiem życia. W okresie Sengoku zdarzało się, że dziewczęta z arystokracji przechodziły przez tę ceremonię już w wieku 8~10 lat, aby były gotowe do zawarcia wczesnego małżeństwa z rozsądku, służącego poprawieniu sytuacji politycznej władcy danej prowincji.
Przejście dziewczyny przez tę ceremonię oznaczało, że rodzice pragną wydać córkę za mąż. Osoba, która ubierała dziewczynę w mo była wybierana wśród osób mających moralny wpływ na jej rozwój. Po ubraniu dziewczyny, po raz pierwszy barwiono jej zęby na kolor czarny (o-haguro), golono brwi i malowano je powyżej na czole (hiki-mayu), nakładano ciężki makijaż (atsu-geshō). Po odbyciu inicjacji, kobieta nosiła białe kosode (dosł. „małe rękawy”, co odnosi się do wąskiego otworu rękawa, rodzaj kimona) i szkarłatne hakama (od okresu Edo kobiety nosiły ciemnofioletowe hakama aż do ślubu).
Podobną ceremonią dla chłopców było genpuku.

## Galeria

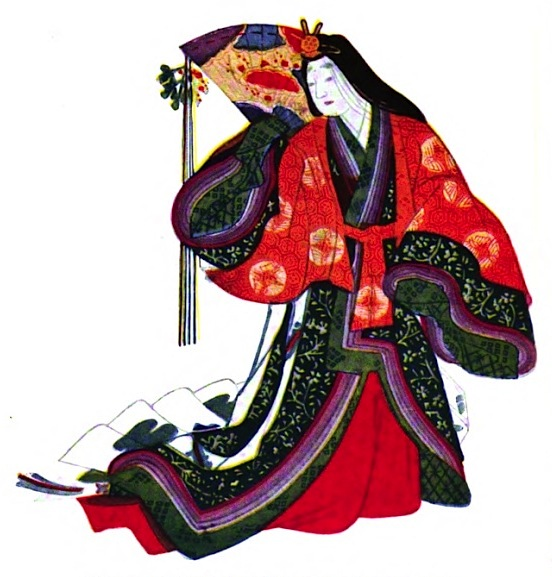
Dama dworu okresu Heian w pełnym ubiorze, widoczne czerwone hakama oraz brwi umalowane na czole
Kosode po lewej, kimono po prawej
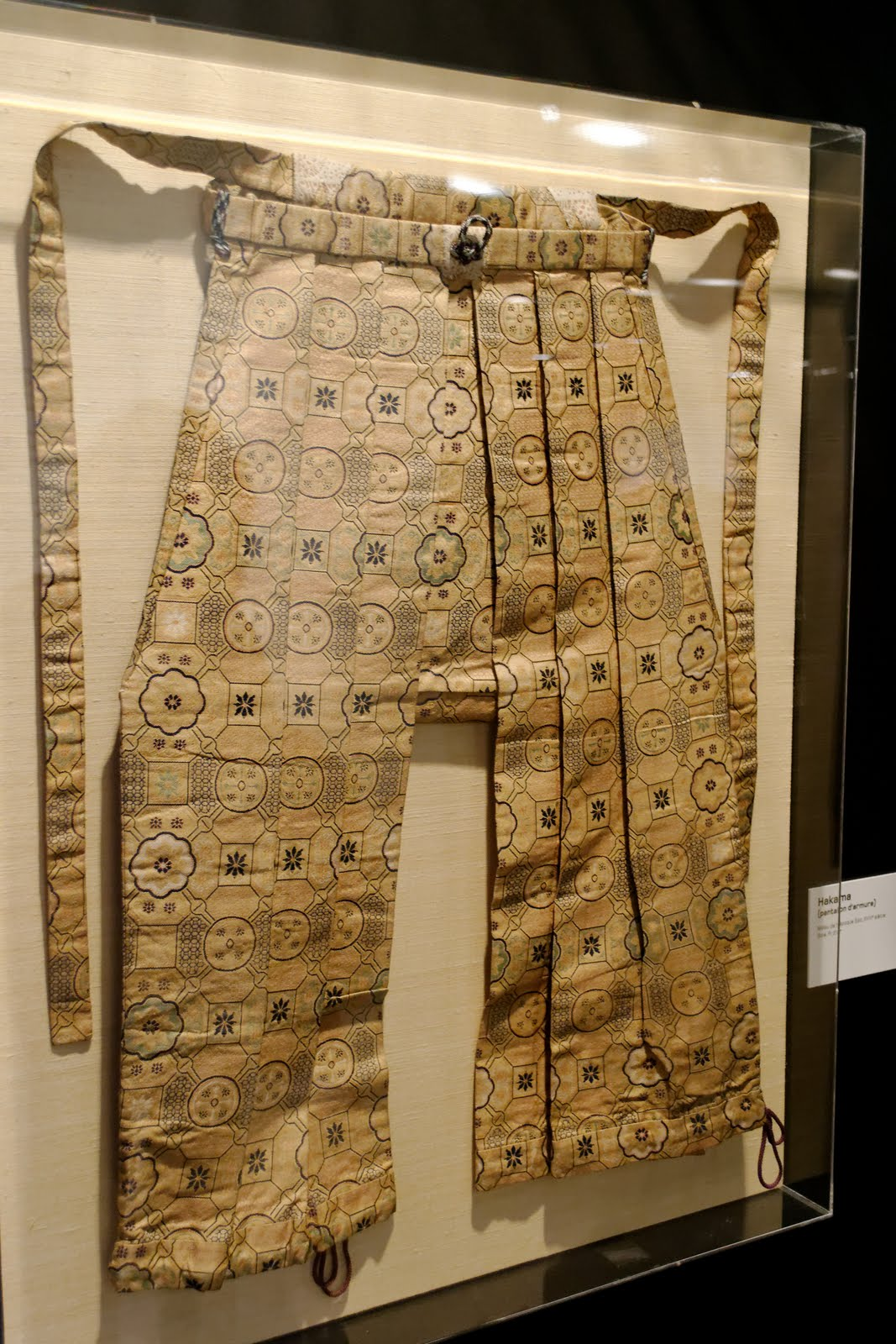
Dawne hakama samuraja
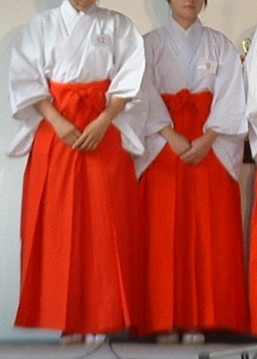
Współczesne hakama noszone przez miko